# Minnemac II
Die Minnemac II, auch USS Minnemac II (Kennung: SP-202), war ein Patrouillenboot der US-amerikanischen Marine von 1917 bis 1919.

## Allgemeines
Die Minnemac II wurde als ziviles Motorboot mit dem gleichen Namen im Jahre 1914 von George Lawley & Sons in Neponset, Massachusetts gebaut.
Die U.S. Navy  übernahm sie mietfrei von ihrem Eigentümer, Arthur J. Eddy aus Chicago, Illinois am 7. Mai 1917 für den Einsatz im Ersten Weltkrieg als Patrouillenboot. Sie wurde am 3. Juli 1917 der Seeverteidigungsreservestreitmacht (Naval Reserve Defence Force) zugeteilt und als  USS Minnemac II (SP-202) am 5. Juli 1917 in Dienst gestellt. Ihr Kommandant war der Leutnant zur See Jerome Eddy, USNRF.
Als  Patrouille war die Minnemac II den großen See zugewiesen. Sie machte Patrouillenfahrten in den Gewässern des Michigansees von der ihr zugeordneten Basis.
Nach dem Ende des Ersten Weltkrieges wurde Minnemac II  am 13. Januar 1919 ihrem Besitzer zurückgegeben.